# 엘앤에프
주식회사 엘앤에프(영어: L&F Co., Ltd.)는 2차전지 양극활물질 제조 기업이다.

## 역사
엘앤에프는 2000년 설립되었으며, 2003년 1월 2일, 코스닥 시장에 상장하였다.
2013년 1월에는 TFT-LCD BLU의 생산을 중단하였다.
2024년 1월 29일, 코스닥에서 코스피로 이전 상장하였다.
2025년 SK온과 2030년까지 약 13.2조 원 규모(2024년 매출의 약 339%)의 하이니켈 양극재 30만 톤의 공급 계약을 체결했다.

## 같이 보기
- 2차전지
- 대한민국의 경제